# Ion Acsan
Ion Acsan (n. 7 februarie 1932, București – 23 iunie 2013) a fost un poet și traducător român.

## Biografie
Este fiul lui Mihail Acsan, negustor, și al Elenei (n. Sütö). În perioada 1939 - 1948 a urmat clasele primare, secundare și liceale la Liceul „Sfântul Iosif” și la Liceul Clasic Mixt din București, între 1948 - 1951. A urma simultan Facultatea de Filologie, secția limbi clasice, a Universității din București și Școala de Literatură „Mihai Eminescu”, ambele absolvite în 1955.
A fost redactor la secția de scenarii a Centrului de Producție Cinematografică București în perioada 1955 - 1956, apoi, între 1956 și 1969, la Editura de Stat pentru literatură și artă, și lector (din 1970) la Editura Albatros (pensionat în 1990).
A debutat cu versuri în Scânteia tineretului în 1953, iar editorial, cu volumul de poezii Primăvara cosmică în 1962; ulterior, s-a dedicat activității de traducător, tălmăcind (uneori integral și pentru prima dată în românește) din Homer,
Hesiod, Seneca, Terențiu, Apollonios din Rhodos, din lirica japoneză, a Egiptului faraonic, ca și din literaturile europene moderne. A colaborat la Antologia literaturii maghiare (volumul I, 1965) și la Antologia de poezie rusă. Perioada clasică (volumele I-III, 1987). Din activitatea de traducător a rezultat o culegere de studii erudite (Constelația corifeilor, 1984) și una de povestiri pentru copii (Porumbeii Semiramidei, 1988). A realizat, singur sau în colaborare,
antologii de literatură universală (antică, orientală, modernă), adesea cu substanțiale traduceri proprii (Legende mitologice din opera poeților greci și latini, 1972; Prometeu, erou al literaturii universale, 1977; Orfeu și Euridice în literatura universală, 1981; Poezia de dragoste a lumii, 1997).
A colaborat la publicațiile Tânărul scriitor, Scrisul bănățean, Iașul literar, Gazeta literară, Tribuna etc. A îngrijit și prefațat ediții din Homer, Vergiliu, Platon, Thomas Morus, Erasmus din Rotterdam și Ovidius.
A fost membru al Societății române de haiku.

## Opera
- Primăvara cosmică, versuri, prefață de E. Camilar, București, 1962;
- Constelația corifeilor (Orfeu – Amfion – Homer – Arhiloh – Sappho – Simonides – Empedocle), București, 1984;
- Povestirile unui șoarece de bibliotecă, București, 1985;
- Porumbeii Semiramidei. Isprăvile unui școlar din anticul Tomis, povestite de el însuși, București, 1988.

Traduceri
- Terențiu, Seneca, Teatru, în colab. cu N. Teică, pref. și note de Eugen Cizek, București, 1966;
- Viteazul Jumătate. Basme populare din insulele malaieze Roti, Celebes, Borneo de Nord, București, 1966;
- Povești nemuritoare, alese și prelucrate de Ion Acsan, București, 1967 (ed. II, 1974);
- Din lirica japoneză, în colab. cu D. Constantinescu, I. Olteanu etc., cuvânt înainte de V. Nicolescu, antologie și note de Ion Acsan, București, 1970;
- Homer, Imnuri. Războiul șoarecilor cu broaștele. Poeme apocrife, pref. și note de Ion Acsan, București, 1971;
- Legende mitologice din opera poeților greci și latini, antologie, pref. și note de Ion Acsan, București, 1972;
- Orfeu, Imnuri, cuvânt înainte de Zoe Dumitrescu-Bușulenga, București, 1972;
- Seneca, Medeea, tragedie în cinci acte, București, 1973;
- Goethe, Poezii, antologie, cuvânt înainte și note de Ion Acsan, București, 1974;
- Poezia Egiptului faraonic, în colab. cu I. Larian Postolache, cuvânt înainte și note de Constantin Daniel, București, 1974;
- Apollonios din Rhodos, Argonauticele (Epopeea argonauților), pref. și note de Ion Acsan, București, 1976;
- Faraonul Kheops și vrăjitorii. Povestirile Egiptului antic, pref. și note în colab. cu C. Daniel, București, 1977;
- Prometeu, erou al literaturii universale, antologie, pref. și note de Ion Acsan, București, 1977;
- Tanka – Haiku. Antologie de poezie clasică japoneză, în colab. cu D. Constantinescu, București, 1981 (altă ediție, 2002)
- Orfeu și Euridice în literatura universală, antologie, studiu introductiv și note de Ion Acsan, București, 1981;
- Tăblițele de argilă. Scrieri din Orientul antic, pref., cuvânt înainte și note în colab. cu  Constantin Daniel, București. 1981;
- Hesiod, Poeme, pref., prezentări și note de Ion Acsan, București, 1987;
- Apollonios din Rhodos, Peripețiile corabiei Argo, trad., pref., tabel cronologic și note de Ion Acsan, București, 1992;
- Țara cireșilor în floare. Poezia Japoniei, antologie și note de Ion Acsan, București, 1995;
- Vrăjitorii faraonilor. Povești orientale și precolumbiene prelucrate de Ion Acsan, București, 1995;
- Poezia de dragoste a lumii, antologie de Ion Acsan, București, 1997;
- Flavius Josephus, Istoria războiului iudeilor împotriva romanilor, trad. de G. Wolf și Ion Acsan, București, 1997;
- Homer, Imnuri, trad., pref. și note de Ion Acsan, București, 1998;
- Flavius Josephus, Antichități iudaice, trad. și note de Ion Acsan, I-II, București, 2000-2001 (altă ed., 2002-2003);
- Philon din Alexandria, Viața lui Moise, trad. și note de Ion Acsan, București, 2003.

## Legături externe
- „De filologia clasică mă simțeam atras la fel ca și de Școala de Literatură... (I) - partea I-a Arhivat în 8 decembrie 2015, la Wayback Machine. Interviu realizat de Florentin Popescu, bucurestiul-literar.ro, accesat pe 2 decembrie 2015
- „De filologia clasică mă simțeam atras la fel ca și de Școala de Literatură... (II) - partea a II-a Arhivat în 14 iulie 2014, la Wayback Machine. Interviu realizat de Florentin Popescu, bucurestiul-literar.ro, accesat pe 2 decembrie 2015